# Zenas Ferry Moody
Zenas (även Zena) Ferry Moody, född 27 maj 1832 i Granby, Massachusetts, död 14 mars 1917 i Salem, Oregon, var en amerikansk affärsman och republikansk politiker. Han var den sjunde guvernören i Oregon 1882-1887.
Moody flyttade 1851 till Oregon. Han inspekterade statens jordegendom först i Oregon och senare i Kalifornien. Han bodde några år i Illinois och återvände 1862 till Oregon. Han gifte sig 1863 med Mary Stephenson. Paret fick fem barn: Malcolm A., Zena A., William Hovey, Ralph E. och Edna. Malcolm A. Moody var ledamot av USA:s representanthus.
Moody hade 1865-1867 ett transportföretag i östra Oregon, Washington och Idaho. Sedan hade han 1867-1869 en affär i Boise City, Idaho. Därefter arbetade han i fyra år för Wells Fargo.
Han blev 1872 invald i delstatens senat men tog inte emot sitt mandat. Han blev sedan 1880 invald i delstatens representanthus och avancerade där snabbt till talman. Han vann 1882 års guvernörsval och tjänstgjorde som guvernör från september 1882 till januari 1887. Mandatperioden som guvernör förlängdes med fyra månader när den nya mandatperiodens början förflyttades till januari.
När Moody 1887 lämnade guvernörsämbetet, bodde han kvar i Salem och fortsatte med affärslivet, bland annat inom bankbranschen.